# Акышов, Алмат Талгатович
Алмат Талгатович Акышов (каз. Алмат Талғатұлы Ақышов; род. 24 марта 1990, Курчум, Курчумский район, Восточно-Казахстанская область, Казахская ССР) — казахстанский государственный деятель. Аким города Усть-Каменогорска (с 11 декабря 2024 года).

## Биография
Родился 24 марта 1990 года в селе Курчум Курчумского района Восточно-Казахстанской области.
В 2011 году окончил Евразийский национальный университет им. Л.Н. Гумилева по специальности «Туризм».
В 2015 году окончил Алматинскую академию экономики и статистики по специальности «Экономика».
В 2018 году окончил Академию государственного управления при Президенте Республики Казахстан по специальности «Магистр регионального развития».
Является членом Президентского молодёжного кадрового резерва.
Трудовую деятельность начал контролёром билетов административно-хозяйственного отдела «Центральный концертный зал Казахстан» (город Астана). С 2012 года — на государственной службе.
В 2012—2015 гг. — ведущий специалист отдела развития туризма, внутреннего контроля ГУ «Управление туризма физической культуры и спорта ВКО».
В 2015—2018 гг. — эксперт, главный эксперт Управления финансовых инструментов Департамента инвестиционной политики Министерства сельского хозяйства Республики Казахстан.
В 2018—2020 гг. — руководитель аппарата акима Уланского района.
С января по декабрь 2020 года — заместитель акима Аягозского района по вопросам экономики и жилищно-коммунального хозяйства.
В 2020—2022 гг. — руководитель управления энергетики и жилищно-коммунального хозяйства Восточно-Казахстанской области.
С сентября 2022 года по декабрь 2024 года — аким Курчумского района.
С 11 декабря 2024 года — аким города Усть-Каменогорска.